# Коричник сизоватый
Коричник сизоватый (лат. Cinnamomum glaucescens), также известный как Суганд Кокила (Nepali:सुगन्धकोकिला, Sugandhakokila) — это вечнозеленое дерево из рода Коричник, произрастающее в Индии, Непале, Бутане. Из плодов коричника сизоватого с помощью паровой дистилляции получают эфирное масло известное как суганд кокила, которое используется в парфюмерии и этномедицине.
Этот вид коричника имеет диплоидный набор хромосом, может произрастать на высоте до 1300 м.  Cinnamomum glaucescens относится к эфирномасличным растениям, поскольку содержит высокий процент эфирных масел.

## Культивация
В настоящее время коричник сизоватый успешно культивируется, что способствует сохранению этого эндемика  Увеличение рыночного спроса на эфирное масло Суганд Кокилы принесет пользу не только фермерам и производителям в Непале, но и будет способствовать сохранению Коричника сизоватого. По мере роста рынка ценность этого эндемичного растения будет расти, что будет стимулировать его культивирование и, следовательно, поспособствует сохранению растения. Кроме того, были организованы три питомника, управляемых женщинами, в которых выращивается 30 000 саженцев различных ценных культур, среди которых: коричник сизоватый, сапинд, корица цейлонская, перец непальский, лимон и спаржа.